# Tatort: Freund Gregor
Freund Gregor ist der 101. Fernsehfilm der Tatort-Krimireihe. Vom NDR produziert, wurde die Episode am 1. Juli 1979 im Ersten Programm der ARD erstmals ausgestrahlt. Es handelt sich um den ersten Fall von MAD-Offizier Delius, dargestellt von Horst Bollmann.

## Handlung
Im Vorspann werden das Napoleon-Zitat „Ein Spion zur rechten Zeit ist 20 000 Mann im Felde wert“ und ein Statement des damaligen Verteidigungsministers Hans Apel gezeigt.
Über die ČSSR werden Agent Gregor Bartsch und seine Kollegin Marion in die Bundesrepublik geschickt, um sich als Ehepaar mit dem Ingenieur Dr. Günther Schuster und dessen Frau Inge anzufreunden. Schuster arbeitet beim Bundesamt für Wehrtechnik und Beschaffung (BWB) der Bundeswehr und entwickelt gerade für die Luftwaffe ein neues System für die Jagdflugzeuge vom Typ F-4 Phantom, um die Betankungs- und Bewaffnungszeit, den turnaround, zu verkürzen. Bei einer Vorführung ist jedoch der Tank geborsten, und die Maschine hat Feuer gefangen.
Als begeisterter Bergkletterer lernt Dr. Schuster Gregor Bartsch in den Alpen bei einer Bergtour kennen. Beide Paare freunden sich an. Allerdings ist Schuster wegen seiner Stellung als Geheimnisträger bei jeder neuen Bekanntschaft zuerst einmal misstrauisch. Daher lässt er Gregor und Marion Bartsch durch Delius beim Militärischen Abschirmdienst (MAD) überprüfen. Die Überprüfung ergibt zunächst keine negativen Erkenntnisse, die Freundschaft wird enger. Aufgrund verschiedener Vorkommnisse wird Delius Gregor Bartsch gegenüber allerdings misstrauisch. Er lässt ihn zum Schein auffällig beschatten, um eine Reaktion von Bartsch zu provozieren. Dies gelingt, Gregor und Marion Bartsch schütteln ihren Beschatter panisch ab.
Bei einem Essen erzählt Gregor seinem neuen Freund Schuster von einer angeblichen Unterredung des BWB-Mitarbeiters Kelch, der mit zwei Südafrikanern über den Leopard 2 gesprochen haben soll. Damit bringt er Schuster dazu, über sein Projekt und das Problem mit der Tankabdichtung zu sprechen. Geschickt vermittelt er ihm einen Forscher aus der Schweiz, der angeblich an einem ähnlichen Problem arbeitet und dies mit neuen Kunststoffen zu lösen versucht. So soll in Kürze ein Treffen mit dem Forscher in Baden-Baden in einem Gasthaus stattfinden. Der misstrauische Schuster hofft nun, auf einfache und geheime Weise Hilfe zu erhalten, doch der Kontaktmann nimmt die Konstruktionspapiere an sich und bietet ihm dafür Geld an. Während Gregor ihn drängt, auf das Geschäft einzugehen, überrascht sie Delius mit seinen Männern, die sich als Gäste und Personal getarnt hatten. Gregor flieht, wird aber auf dem Parkplatz von der Polizei verfolgt und gestellt. Schuster ist von Gregor enttäuscht, der ihn mit einer abfälligen Bemerkung spüren lässt, dass er nur Mittel zum Zweck war.
Einige Tage später erhält Schusters Frau einen Anruf vom Luftwaffenstützpunkt, dass ein neuer Test geglückt sei und ihr Mann einen großen Anteil daran hatte.

## Produktion
Der Tatort wurde von der Luftwaffe und dem Militärischen Abschirmdienst unterstützt. Der damalige MAD-Chef Gerd-Helmut Komossa führte stundenlange Gespräche mit dem Regisseur. Zu sehen ist Gerät des Jagdgeschwaders 71 „Richthofen“ auf dem Fliegerhorst Wittmundhafen. Das Szenenbild erstellte Jochen Krumpeter.

## Kritik
TV Spielfilm gab den Daumen zur Seite und bemerkte: „Gut gespielter, aber etwas träger Agentenkrimi.“